# Maryna Zuyeva
Maryna Arturauna Zuyeva –en bielorruso, Марына Артураўна Зуева– (Minsk, 20 de marzo de 1992) es una deportista bielorrusa que compite en patinaje de velocidad sobre hielo.
Ganó una medalla de bronce en el Campeonato Europeo de Patinaje de Velocidad sobre Hielo en Distancia Individual de 2020, en la prueba de persecución por equipos.
Participó en dos Juegos Olímpicos de Invierno, ocupando el sexto lugar en Pyeongchang 2018 y el séptimo en Pekín 2022, en la prueba de salida en grupo.

## Palmarés internacional
| Campeonato Europeo en Distancia Individual | Campeonato Europeo en Distancia Individual | Campeonato Europeo en Distancia Individual | Campeonato Europeo en Distancia Individual |
| Año                                        | Lugar                                      | Medalla                                    | Prueba                                     |
| ------------------------------------------ | ------------------------------------------ | ------------------------------------------ | ------------------------------------------ |
| 2020                                       | Heerenveen (Países Bajos)                  | Medalla de bronce                          | Persecución por equipos                    |